# Daniel Herberg
Daniel Herberg (ur. 7 marca 1974 w Oberstdorfie) - praworęczny niemiecki curler z Oberstdorfu, syn Hansa-Jorga.
Dwukrotnie uczestniczył w zimowych igrzyskach olimpijskich. W 2002 jako trzeci w drużynie Sebastiana Stocka. W 2010 jako rezerwowy u Andreasa Kappa zajął 6. miejsce, zagrał w 5 meczach a w 4 był trzecim i wiceskipem.

## Drużyna
- Andreas Lang
- Markus Messenzehl
- Daniel Neuner
- Andreas Kempf

Byli zawodnicy:
- Sebastian Stock (skip)
- Patrick Hoffman (otwierający)
- Andreas Kapp
- Holger Höhne